# Hexanal
L'hexanal és un compost orgànic de la classe dels aldehids que està constituït per una cadena lineal de sis carbonis amb un grup carbonil en un dels seus extrems. La seva fórmula molecular és {\displaystyle {\ce {C6H12O}}}. Es troba en les flors de nombroses plantes i és emprat en la composició de feromones i al·lomones en moltes espècies d'animals.

## Estat natural

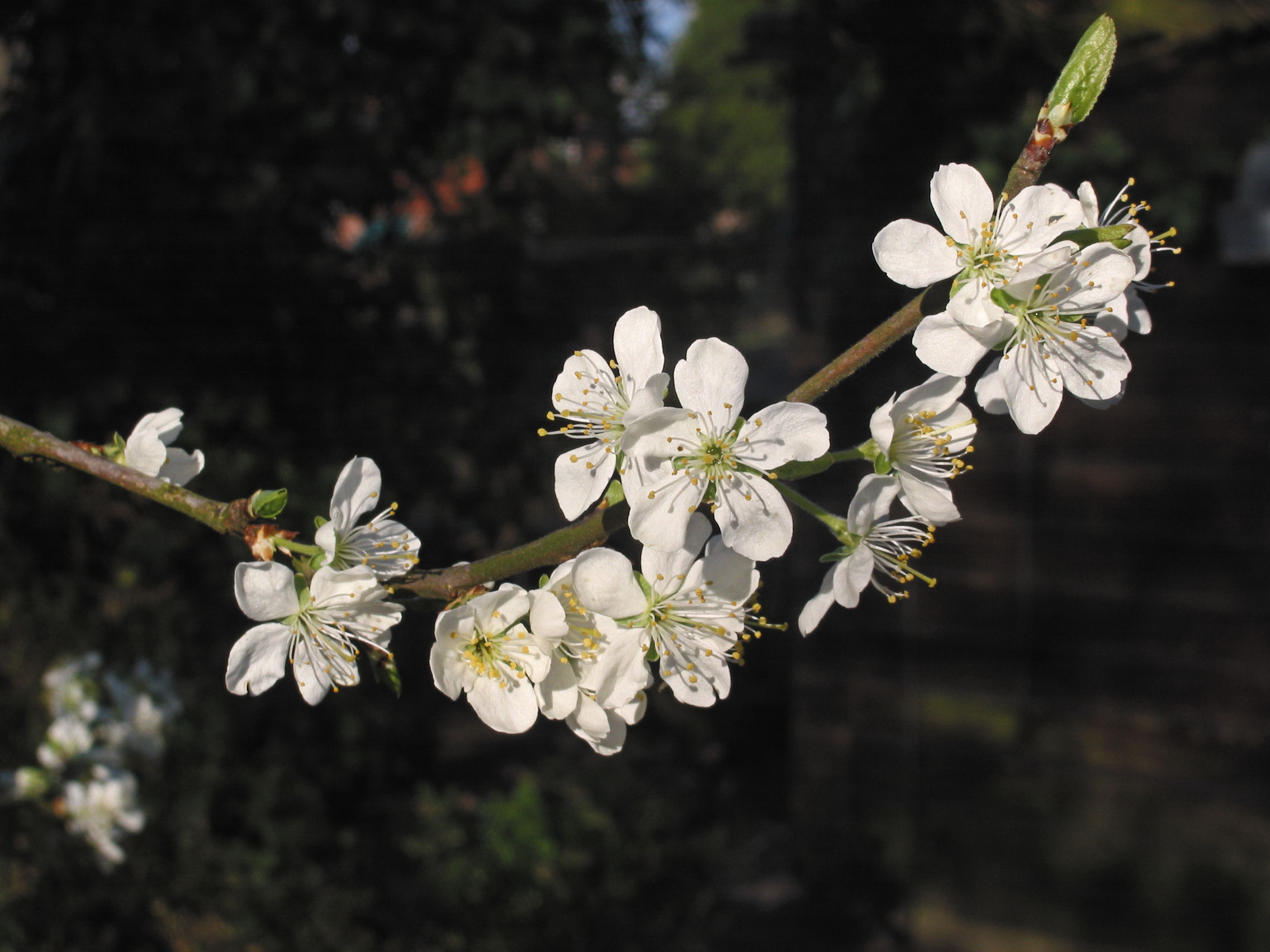
Flors de prunera (Prunus domestica), una de les espècies on s'ha trobat hexanal a les seves flors.

Hom ha trobat emissions de hexanal en flors de molt diverses plantes d'un bon grapat d'ordres (alismatals, arecals, asparagals, brassicals, lamials, rosals, sapindals, etc.). També el fan servir moltes espècies animals en la composició de les seves feromones i al·lomones. Per altra banda, s'ha demostrat que el pentanal és un dels composts generats en l'oxidació dels lípids, en concret de dos àcids grassos, l'àcid linoleic i l'àcid araquidònic. L'hexanal, juntament amb el monòxid de carboni, són els dos composts que es desprenen majoritàriament en les zones d'emmagatzematge de pèl·lets de fusta.

## Propietats
L'hexanal és un líquid transparent que a baixes concentracions té olor de fruita, a herba verda. Té un punt de fusió de –58,2 °C, un d'ebullició de 129,6 °C. A 20 °C té una densitat de 0,8335 g/cm³ i un índex de refracció d'1,4039. És molt soluble en etanol i dietilèter, soluble en acetona i benzè i lleugerament soluble dins d'aigua (5,64 g/L a 30 °C).

## Obtenció
La primera preparació d'hexanal es deu al químic austríac Adolf Lieben (1836–1914) i al txec Gustav Janeček (1848–1929) que n'obtingueren una petita quantitat el 1877 calcinant hexanoat i formiat de calci.

## Usos
L'hexanal s'utilitza principalment com a aroma alimentari, en fragàncies i en la fabricació de colorants, plastificants, resines sintètiques i pesticides. S'allibera a l'aire i a l'aigua durant la producció o l'ús per a la fabricació d'altres productes o durant l'ús d'aquests mateixos productes.